# Nikolaus Johnsen
Nikolaus Johnsen (* 19. September
1869 in Groß Steinrade; † 7. Dezember 1932 auf See) war ein deutscher Kapitän und Kommodore u. a. 1924 auf der Columbus und 1930 der Europa beim Norddeutschen Lloyd (NDL).

## Biografie

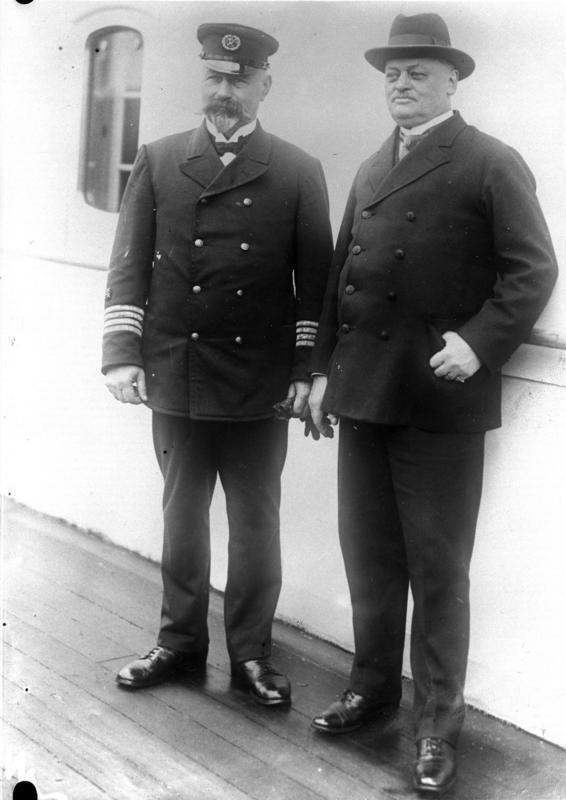
Nikolaus Johnsen und NDL-Generaldirektor Phillipp Heineken

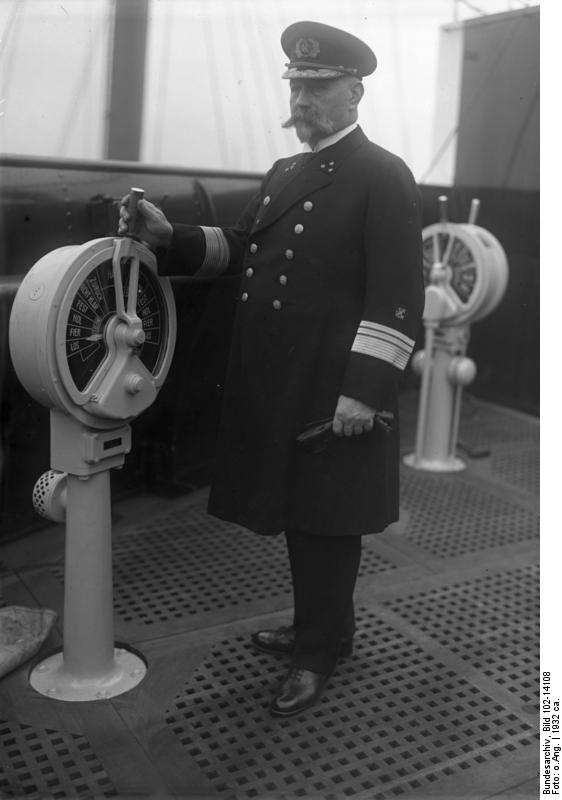
Bundesarchiv Bild 102-14108, Nikolaus Johnsen

Johnsen absolvierte eine klassische Ausbildung als Seemann. Er besuchte die Nautikerschule und erwarb das Kapitänspatent A6. Beim Norddeutschen Lloyd (NDL) fuhr er als Seeoffizier und Kapitän u. a. auf der Barbarossa, Kronprinzessin Cecilie, Columbus und der Europa (III).
Im März 1930 fuhr der 282 Meter lange Schnelldampfer Europa des NDL unter seinem Kommando von der Bremerhavener Columbuskaje auf seiner Jungfernfahrt nach New York und erwarb nach 3157 Seemeilen (fast 6000 Kilometer) das Blaue Band. Das Schiff brauchte für die Strecke von Bishops Rock auf den Scilly-Inseln bis zum Ambrose-Feuerschiff vor New York vier Tage, 17 Stunden und sechs Minuten und fuhr im Durchschnitt 27,9 Knoten. Es war damit eine halbe Stunde schneller als der Schnelldampfer und Schwesterschiff, die Bremen, die bis dahin die schnellste Überfahrt in Ost-West-Richtung über den Atlantik gefahren war. Johnsen wurde 1930 vom NDL zum Kommodore ernannt. Als Kapitän der Europa folgte ihm 1930 Oskar Scharf.
Johnsen starb 1932 nach einer Blinddarmoperation an Bord des Dampfers Europa.
Beim NDL erhielten nur noch 1932 Leopold Ziegenbein (1874–1950) und 1939 Adolf Ahrens (1879–1957) den Titel eines Kommodores.

## Ehrungen
- Das Segelschulschiff Kommodore Johnsen (heute die russische Sedov) wurde um 1936 nach ihm umbenannt.
- Der Kommodore-Johnsen-Boulevard in Bremen-Überseestadt wurde nach 2010 nach ihm benannt.
- Die Kommodore-Johnsen-Straße in Bremerhaven-Lehe trägt seinen Namen.